# Winter-Paralympics 1998
| Medaillenspiegel               | Medaillenspiegel   | Medaillenspiegel | Medaillenspiegel | Medaillenspiegel | Medaillenspiegel |
| Platz                          | Land               | Goldmedaille     | Silbermedaille   | Bronzemedaille   | Gesamt           |
| ------------------------------ | ------------------ | ---------------- | ---------------- | ---------------- | ---------------- |
| 1                              | Norwegen           | 18               | 9                | 13               | 40               |
| 2                              | Deutschland        | 14               | 17               | 13               | 44               |
| 3                              | Vereinigte Staaten | 13               | 8                | 13               | 34               |
| 4                              | Japan              | 12               | 16               | 13               | 41               |
| 5                              | Russland           | 12               | 10               | 9                | 31               |
| 6                              | Schweiz            | 10               | 5                | 8                | 23               |
| 7                              | Spanien            | 8                | 0                | 0                | 8                |
| 8                              | Österreich         | 7                | 16               | 11               | 34               |
| 9                              | Finnland           | 7                | 5                | 7                | 19               |
| 10                             | Frankreich         | 5                | 9                | 8                | 22               |
| Vollständiger Medaillenspiegel |                    |                  |                  |                  |                  |

Die VII. Winter-Paralympics wurden vom 5. bis 14. März 1998 in der japanischen Stadt Nagano ausgetragen und waren die ersten Spiele außerhalb Europas. 

## Allgemeines
Diese Spiele zeigten erstmals deutlich die Erhöhung des öffentlichen Interesses an Paralympischen Spielen. So wurden insgesamt 151.376 Zuschauer während der Spiele gezählt, 15.634 davon während der Eröffnungs- und Abschlussfeier. Insgesamt 1.468 Vertreter der Medien (Presse, Kameraleute und Sendeanstalten) waren vor Ort und berichteten. Die offizielle Website verzeichnete im Verlauf der Spiele mehr als 7.700.000 Zugriffe.

## Maskottchen
Das offizielle Maskottchen der Spiele war Parabbit, ein weißes Kaninchen. Es hatte ein grünes und ein rotes Ohr, außerdem trug es einen blauen Sportanzug, entsprechend den Farben des Logos des Internationalen Paralympischen Komitees.

## Wettkampfstätten
| Veranstaltungsort | Veranstaltungsort            | Sportarten         | Sitzplätze |
| ----------------- | ---------------------------- | ------------------ | ---------- |
| Nagano            | M-Wave                       | Eisschlittenrennen | 18.000     |
| Nagano            | M-Wave                       | Eröffnungsfeier    | 18.000     |
| Nagano            | M-Wave                       | Schlussfeier       | 18.000     |
| Nagano            | Aqua Wing Arena              | Sledge-Eishockey   | 6.000      |
| Hakuba            | Snow Harp                    | Skilanglauf        | k. A.      |
| Hakuba            | Happo One                    | Ski Alpin          | k. A.      |
| Yamanouchi        | Shigakōgen                   | Ski Alpin          | k. A.      |
| Nozawa Onsen      | Biathlonstadion Nozawa Onsen | Biathlon           | k. A.      |

## Wettbewerbe
- Biathlon
- Eisschlittenrennen
- Ski Alpin
- Skilanglauf
- Sledge-Eishockey

## Teilnehmer
Armenien, Iran, Slowenien, Südafrika und die Ukraine nahmen erstmals an Winter-Paralympics teil.
| Europa (23 Nationen) | Europa (23 Nationen)                                                                                                  | Europa (23 Nationen)                                                                                            |
| --- | --- | --- |
| - Armenien* (8) - Belarus (5) - Bulgarien (3) - Dänemark (3) - Estland (15) - Finnland (21) - Frankreich (25) - Deutschland (40) | - Großbritannien (21) - Italien (21) - Niederlande (3) - Norwegen (43) - Österreich (34) - Polen (26) - Russland (35) | - Slowakei (18) - Slowenien* (1) - Spanien (14) - Schweden (24) - Schweiz (19) - Tschechien (6) - Ukraine* (11) |
| Amerika (63 Athleten aus 2 Nationen)                                                                                             | | |
| - Kanada (33) | - Vereinigte Staaten (30)                                                                                             | |
| Asien (74 Athleten aus 4 Nationen)                                                                                               | | |
| - Japan (67) - Kasachstan (1) | - Iran* (2) | - Südkorea (4)                                                                                                  |
| Ozeanien (9 Athleten aus 2 Nationen)                                                                                             | | |
| - Australien (4) | - Neuseeland (5) | |
| Afrika (1 Athlet aus 1 Nation)                                                                                                   | | |
| - Südafrika* (1) | | |
| (Anzahl der Athleten) * erstmalige Teilnahme an Winter-Paralympics                                                               | | |